# كيت نابير
كيت نابير (بالإنجليزية: Kit Napier)‏ (26 سبتمبر 1943 في المملكة المتحدة - 1 أبريل 2019) هو لاعب كرة قدم بريطاني في مركز الهجوم. لعب مع برايتون أند هوف ألبيون وبريستون نورث إيند وبلاكبيرن روفرز ونادي بلاكبول ونيوكاسل يونايتد ونادي ديربن يونايتد ‏ ونادي ووركينغتون.

## وصلات خارجية
- كيت نابير على موقع قاعدة بيانات كرة القدم.إي يو (الإنجليزية)